# Православ'я в Китаї

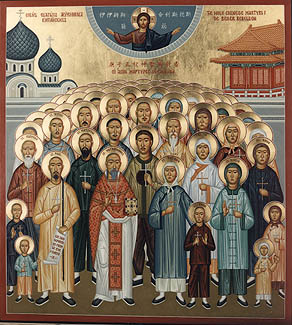

Православ'я в Китаї має тривалу історію, пов'язану з поширенням християнства на землях Китаю, можливо навіть проповідей апостола Фоми. Про постійну присутність православних християн на землях Китаю можна говорити з XVII ст. На території Китаю діє Китайська православна церква.

## Минуле

### Поширення християнства
Уперше християни в Китаї з'явились дуже давно. Так деякі китайські християни вірять, що в Китаї проповідував сам апостол Хома. У будь-якому разі вже в часи гуннів (V–VII ст. н. е.) на всіх землях Великого Степу з'являються спільноти християн, яких нині прийнято класифікувати як «несторіан», хоч це очевидно далеко не в усіх випадках відповідало дійсності. Слід звернути увагу, що в ті далекі часи у Великому Степу було мало храмів, письменних людей і отже освічених священнослужителів. Схоже на те, що щоб вважатися християнином в ті часи для більшості людей достатньо було поділяти основні положення християнського вчення, виконувати молитви і, можливо, користуватися християнською символікою (хрестики, ікони).
У подальшому, на землях китайських держав, місцеві правителі провели ряд репресивних заходів стосовно християн і представників деяких інших віровчень, наслідком чого стало практично повне зникнення послідовників християнського вчення в цьому регіоні. Натомість офіційним віровченням Китайської держави продовжував бути культ Неба, змішаний з конфуціанством, буддизмом, даосизмом та іншими релігійними й філософськими вченнями, які грали певну роль у суспільстві в різні часи.

### Православ'я в Китаї в часи Великого Війська Степового
В часи існування Великого Війська Степового християни і, зокрема, православні були присутні на землях сучасного Китаю у складі військових залог, купецьких караванів і посольських місій. Так існують свідчення про перебування залоги руського князя Григорія разом з 20 000 руських воїнів як військової залоги в ставці Великого Хана Ханбалику (сучасний Пекін).

### Початок російської православної місії в Китаї

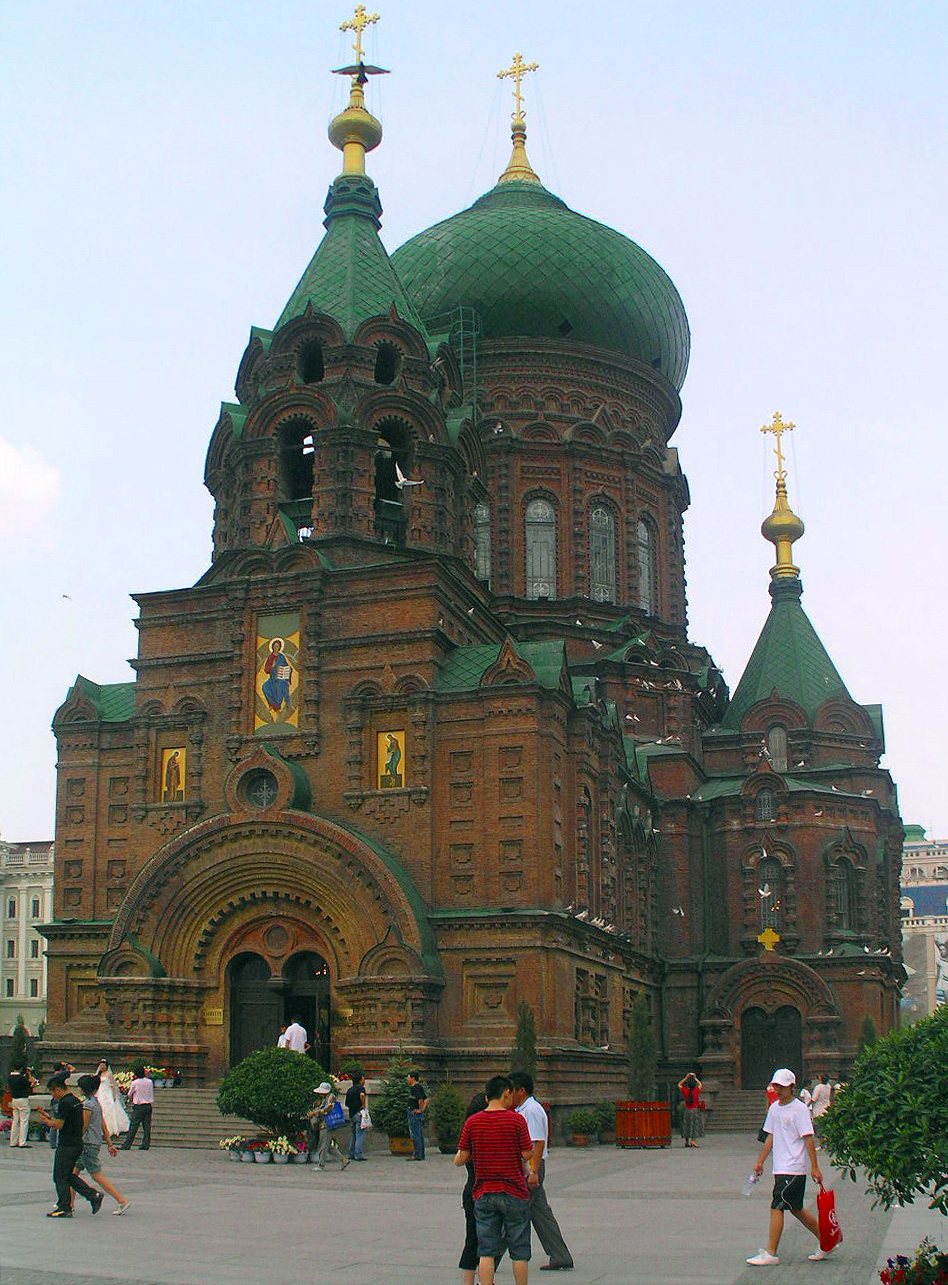
Софійський собор у Харбіні - один з трьох кафедральних соборів Китайської Православної Церкви (зараз закритий для богослужінь)

Історія православної місії в Китаї веде свій відлік з 1684 року, відколи полонені китайською армією на чолі зі священиком Максимом Леонтьевим були повезені в Пекін і заснували там російську громаду і духовну місію.
Вже в 1696 році в Пекіні була побудована церква в ім'я Святої Софії, котру при чому називали також і Миколаївською, на честь ікони Святого Миколая Чудотворця, яку там благоговійно зберігали. З початку XVIII століття до 1917 року в Китай було спрямовано 20 духовних місій. За цей час на китайську мову були перекладені і видані багато богослужбових книг.
У XX столітті в Китаї нараховувалося вже 10 тисяч православних вірян і понад 100 храмів. У 1900 році під час повстання іхетуанів у Пекіні було вбито 222 православних християнина, котрих згодом було прославлено як мучеників.
У Шанхаї в період 1920-30-х рр. було відкрито 12 православних церков.
В 1949 році в Харбіні, що став домом для багатьох емігрантів з Росії, було 23 православних храми та близько 140000 віруючих. У 1966 році, на початку культурної революції, всі православні парафії були закриті, але потім, у жовтні 1966 року, один храм (Покрова Богородиці) було дозволено відкрити.
У 1954 році за політичних причинами була скасована Російська духовна місія в Китаї, у власності якої знаходилися і всі православні храми. А 50 років тому, 23 листопада, Священний Синод РПЦ, за узгодженням з китайською стороною, ухвалив рішення про дарування автономії Китайській православній церкві. Архімандрит Василь (Шуан) був рукоположений у єпископа Пекінського, однак після його смерті в 1962 році Китайська Церква залишилася без предстоятеля.

## Сучасний стан. Китайська православна церква
Китайська православна церква — православна церква Китаю в юрисдикції Московського патріархату Єдиної Вселенської Кафолічної Православної Церкви.
На сьогодні на всій території Китаю існує лише 12 православних церков і жодного православного священика (останній помер у 2003 році). Проживає, за різними оцінками, від 7 до 15 тис. православних.
Неможливість відновити ієрархію Китайської Церкви пояснюється китайськими законами і позицією китайського уряду. Лише громадянин Китаю може бути священиком чи єпископом, при цьому в Китаї немає семінарій, а отримати дозвіл на виїзд для навчання досить складно. Православ'я не належить до релігій, які офіційно визнаються урядом Китаю, що ще більше ускладнює існування Церкви. Періодично російські священики приїжджають служити в Китай, але через цю діяльність нерідко опиняються за ґратами або депортуються.
У зв'язку з відсутністю ієрархії в Китайській Церкві на початку 1990-х автономія була призупинена і КПЦ була тимчасово канонічно підпорядкована напряму Патріарху Московському.
На початку 2000-х завдяки дипломатичним домовленостям між російським і китайським урядом становище православних трохи поліпшилось. Кілька китайських студентів стали навчатись у російських духовних школах.
Дещо відрізняється ситуація в Гонконзі, де через інше законодавство, православні можуть діяти вільно. Там існує дві парафії — у юрисдикції Московського і Константинопольського патріархату. Останній не визнає виключної юрисдикції Російської православної церкви над територією Китаю, але окрім парафії в Гонконзі інших общин не має.